# Phoenix Television
Phoenix Satellite Television Holdings Ltd o Phoenix Television (t: 鳳凰衛星電視; s: 凤凰卫星电视; Hanyu Pinyin: Fènghuáng Wèixīng Diànshì) és una companyia de televisió situada en Hong Kong que emet en xinès mandarí i ofereix programació a la Xina continental i a altres mercats amb substancials televidents xinesos. Té 5 canals de televisió diferents incloent Phoenix InfoNews Channel, Phoenix Chinese Channel, Phoenix Movie Channel, etc. Phoenix Television proveeix notícies, informació i programes d'entreteniment. Té una bona relació amb el govern de la República Popular de la Xina. És una de les poques empreses privades de comunicació a la Xina continental capaç d'emetre informació sobre els esdeveniments no coberts pels mitjans de comunicació del govern, tal com la cobertura de la concentració en contra de l'article 23 de la llei bàsica de l'1 de juliol del 2003.